# Ruby cabernet
La ruby cabernet es una variedad de uva tinta de Harold Olmo. Es un cruce entre la cabernet sauvignon y la carignan. 
Puede producir vinos con un buen color y sabor a cereza, aunque a menudo es mezclada con otras variedades para la producción de vinos a granel.
El propósito al crear la ruby cabernet el de fue obtener un vino de cabernet de una calidad superior que tuviera la resistencia al calor de la carignan. A pesar de que el vino elaborado a partir de estas uvas no posee el sabor y la estructura general de los vinos de cabernet, si conserva su esencia afrutada.
Esta uva tinta fue desarrollada para el clima cálido de California, sobre todo para regiones como los valles de San Joaquín y de Napa. La ruby cabernet ha mejorado la calidad de los vinos a granel producidos en esas áreas gracias a su especial acidez natural.

## Historia
La ruby cabernet es un cruce entre la cabernet sauvignon y la carignan creado en 1936 por el Dr. Harold Olmo en la Universidad de California en Davis. La intención fue combinar la tolerancia al calor de la carignan con la calidad de la cabernet sauvignon, de forma similar al cruce entre cinsaut y pinot noir que permitió la creación de la pinotage unos pocos años antes.

## Regiones
Se cultiva en pequeñas cantidades en Argentina, donde se mezcla para hacer vinos a granel. El valle de Guadalupe, en la Baja California, México, (cerca de Ensenada) se producen vinos de esta uva de buena calidad. Entre estos hay vinos de cabernet franc mezclada con malbec o ruby cabernet. También hay una pequeña cantidad en el Viñedo de los Vientos (Atlántida, Canelones) de Uruguay.
La bodega Tishbi tiene plantada esta uva en Zichron Ya'akov, Israel. En 2012 se cosecharon unas 17 toneladas de esta variedad.
En España, según la Orden APA/1819/2007, por la que se actualiza el anexo V, clasificación de las variedades de vid, del Real Decreto 1472/2000, de 4 de agosto, que regula el potencial de producción vitícola, es una variedad autorizada en la comunidad autónoma de Canarias.
Australia hay pequeñas cantidades en el valle de Hunter y en la región de Murray-Darling.
Durante un tiempo, se adoptó la ruby cabernet para las regiones cálidas de Sudáfrica, pero con escaso éxito. No obstante, sus cultivos si tuvieron éxito en el distrito Robertson, y el ingrediente principal de la mezcla "river red" de Van Loveren.
En Estados Unidos la uva se planta sobre todo en California, sobre todo en el valle de San Joaquín, donde añade color y estructura a los vinos de mezcla. Se han empleado técnicas en los viñedos para aumentar su calidad, aunque puede producir vinos con un aroma y sabor excepcional.

## Características
La vid es muy resistente a la sequía, y soporta bien los vientos fuertes. La pobreza del fruto ha sido un problema en Sudáfrica, y es vulnerable al oídio.